# Bitva u Mezőkeresztese
Bitva u Mezőkeresztese (nebo jen Bitva u Keresztese, maďarsky Mezőkeresztesi csata) byla bitva, která se odehrála na konci října 1596 mezi tureckými vojsky na jedné straně a armádami Habsburské monarchie a Sedmihradska na straně druhé v blízkosti města Mezőkeresztes v dnešním severním Maďarsku. Bitva skončila nečekaným vítězstvím Turků.

## Pozadí bitvy
V létě 1596 dobyly hlavní síly turecké armády po obléhání Eger. Císařská armáda, které veleli Maxmilián III. A Zikmund Báthory, vyrazila dobýt město zpět. Osmanským vojskům veleli Mehmed III. a velkovezír Damat Ibrahim Paša. Obě armády se setkaly u města Mezőkeresztes. Osmanská vojska byla vyčerpána několikadenním pochodem a dlouhým obléháním města. Síly Habsburské monarchie a Sedmihradska čekaly v předem připravených polních opevněních kolem zřícenin starého kostela. Během prvního dne bojů se podařilo habsburským vojskům odrazit všechny osmanské útoky. Po protiútoku habsburských vojsk Turci spolu se svým velitelem začali utíkat houfně z bojiště. Císařští vojáci začali rabovat jejich tábor. To využila tatarská jízda a podnikla rozhodný protiútok. Císařské vojsko bylo naprosto dezorganizované a nedokázalo útok odrazit.
Bylo to jediné velké vojenské střetnutí obou stran během takzvané patnáctileté války a první významná bitva na území střední Evropy po bitvě u Moháče. Turci tuto bitvu co do významu přirovnávají právě k vítězství u Moháče.